# ویکتوریا و آلبرت (مجموعه تلویزیونی)
ویکتوریا و آلبرت (انگلیسی: Victoria & Albert) یک مینی‌سریال بریتانیایی است که در سال ۲۰۰۱ منتشر شد. این سریال دربارهٔ اوایل جوانی و ازدواج ملکه ویکتوریا با شاهزاده آلبرت است.

## بازیگران
- ویکتوریا همیلتون در نقش ملکه ویکتوریا
- جاناتان فیرث در نقش شاهزاده آلبرت
- پیتر یوستینف در نقش ویلیام چهارم
- سایمون کوارترمن در نقش ادوارد هفتم
- کیت میبرلی در نقش شاهدخت آلیس پادشاهی متحده
- جاناتان پرایس در نقش لئوپولد یکم، پادشاه بلژیک
- نایجل هاثورن در نقش ویلیام لمب وایکنت ملبورن
- جان وود در نقش آرتور ولزلی (اولین دوک ولینگتون)
- آلک مک‌کاون در نقش رابرت پیل
- دیوید سوشی
- پنلوپه ویلتون
- دایانا ریگ
- پاتریک مالاهید
- جیمز کالیس
- کریسپین بونهام کارتر
- ریچارد برایرز
- جویس ردمن